# Paralomis pacifica
Paralomis pacifica är en kräftdjursart som beskrevs av Sakai 1978. Paralomis pacifica ingår i släktet Paralomis och familjen trollkrabbor. Inga underarter finns listade i Catalogue of Life.